# Ramon Careta i Pou
Ramon Careta i Pou (Mollet del Vallès, Vallès Oriental, 1917 — Mollet del Vallès, Vallès Oriental, 17 de novembre de 2011) fou un empresari català. Fou nomenat alcalde de Mollet del Vallès des del 7 de gener de 1963 fins al 3 de maig de 1965.
Va néixer a Mollet del Vallès l'any 1917. Fill de Pere Careta i Sans, alcalde franquista de Mollet del Vallès entre 1942 i 1943, heretà el taller mecànic fundat pel seu pare i es dedicava a la reparació de maquinària, especialment motors d'explosió, instal·lació de bombes i motors de reg i soldadura autògena.
Vinculat al falangisme, l'any 1940 militava a la Falange Española i també fou delegat local de la Organización de Juventudes. Fou el primer regidor de la ciutat que provenia del terç familiar el 1960, i tres anys més tard, fou nomenat alcalde de Mollet del Vallès. Durant el seu curt mandat, s'inaugurà el Casal Cultural de Mollet, la seu del Casal d'avis i la primera Biblioteca popular del municipi l'any 1964. Per altra banda, es decretà la desaparició definitiva dels safareigs de Can Lledó. Fou substituït el maig de 1965. Va morir a la seva ciutat natal el 17 de novembre de 2011.